# Villa Pallavicino (Busseto)

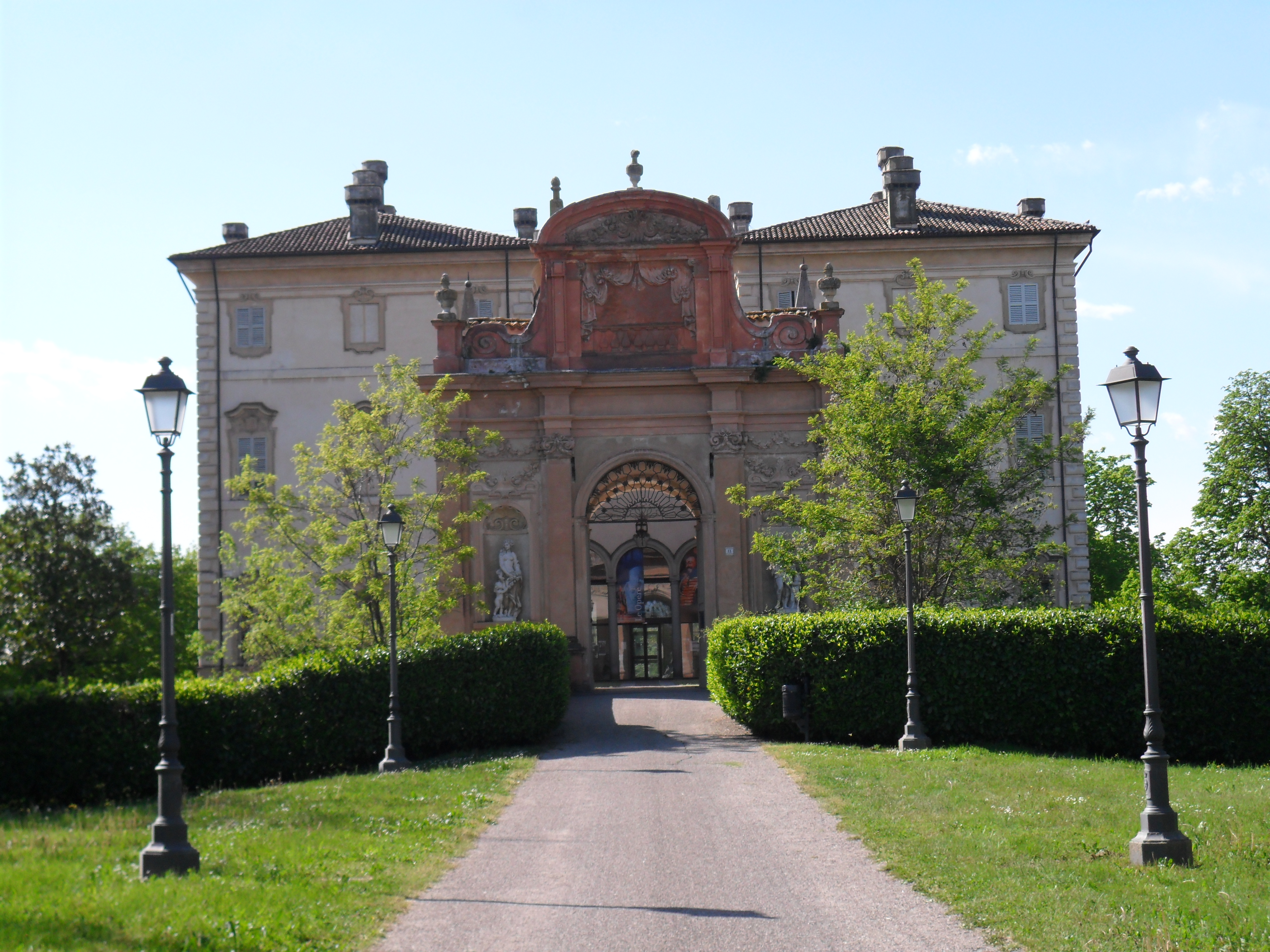
Hauptfassade der Villa Pallavicino in Busseto

Die Villa Pallavicino, auch Boffalora oder Palazzo dei Marchesi genannt, ist ein Renaissancelandhaus in der Viale Ziliani 1, in der Nähe der Kirche und des Klosters Santa Maria degli Angeli außerhalb der alten Mauern von Busseto in der italienischen Region Emilia-Romagna. In dem Haus ist seit 2009 das Nationale Museum „Giuseppe Verdi“ untergebracht, während im Palazzo delle Scuderie 2014 das Museum „Renata Tebaldi“ eröffnete.

## Geschichte
Ab 1518 ließ Matteo Marri, ein Condottiere aus Busseto, die Villa errichten. Der Architekt des Gebäudes ist allerdings nicht bekannt, auch wenn man annimmt, dass es entweder Donato Bramante oder Giacomo Barozzi da Vignola gewesen sind.
Wenige Jahre später, um 1530, kauften die Pallavicini das Landhaus, um es zu einer Sommerresidenz auszubauen, gerade rechtzeitig, um 1533 dort den Kaiser des Heiligen Römischen Reiches, Karl V. zu beherbergen, der die ungewöhnliche Architektur des Gebäudes bewunderte.
1543 fand in dem Gebäude das Treffen zwischen Papst Paul III. und Kaiser Karl V. statt, der die Bildung des Herzogtums Parma und Piacenza anstieß, in das später Pier Luigi II. Farnese investiert wurde.
Gegen Ende des 17. Jahrhunderts beauftragte Alessandro II. Pallavicino vermutlich den Architekten Antonio Maria Bettoli mit der Projektierung der Erweiterung des Landhauses, das umgebaut wurde, ohne allerdings die Struktur aus dem 16. Jahrhundert zu verzerren.
Um 1740 wurden die Fassaden mit Rahmen und Stuckarbeiten im Rokokostil dekoriert. Die Arbeiten führte der Bildhauer Carlo Bossi aus.
1959 wurde das Gebäude, das inzwischen die Gemeinde Busseto gekauft hatte, Sitz des Stadtmuseums, in dem Möbel und Zeugnisse der lokalen Geschichte und darüber hinaus Andenken an Giuseppe Verdi ausgestellt sind.
Das Landhaus wurde später einer vollständigen Restaurierung unterzogen, die zunächst die Fassaden und dann auch die Innenräume betraf. 2009 wurde das Gebäude als Sitz des nationalen Museums „Giuseppe Verdi“ wiedereröffnet und ist ganz dem berühmten Maestro aus Busseto gewidmet.

## Beschreibung

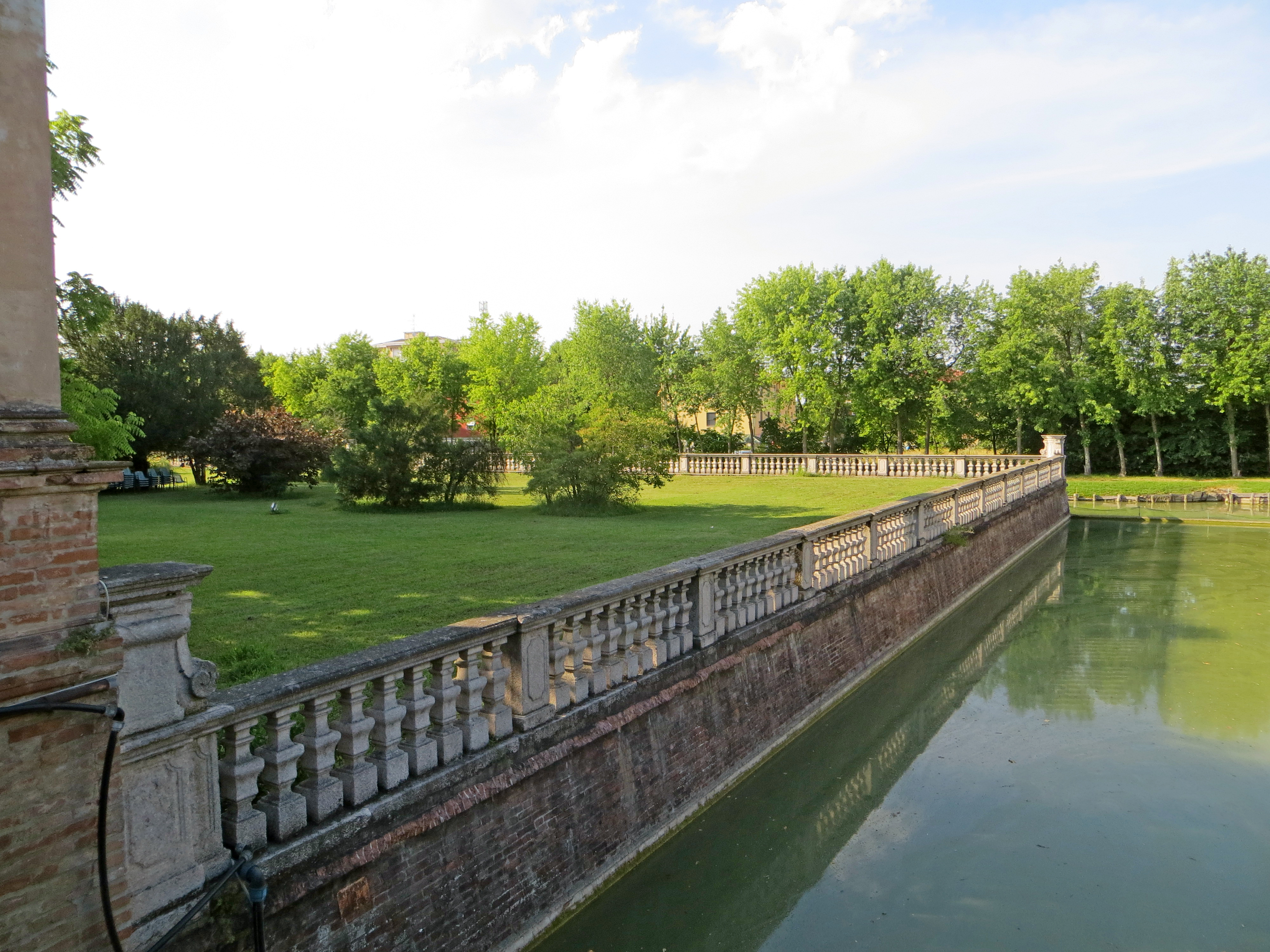
Fischteiche

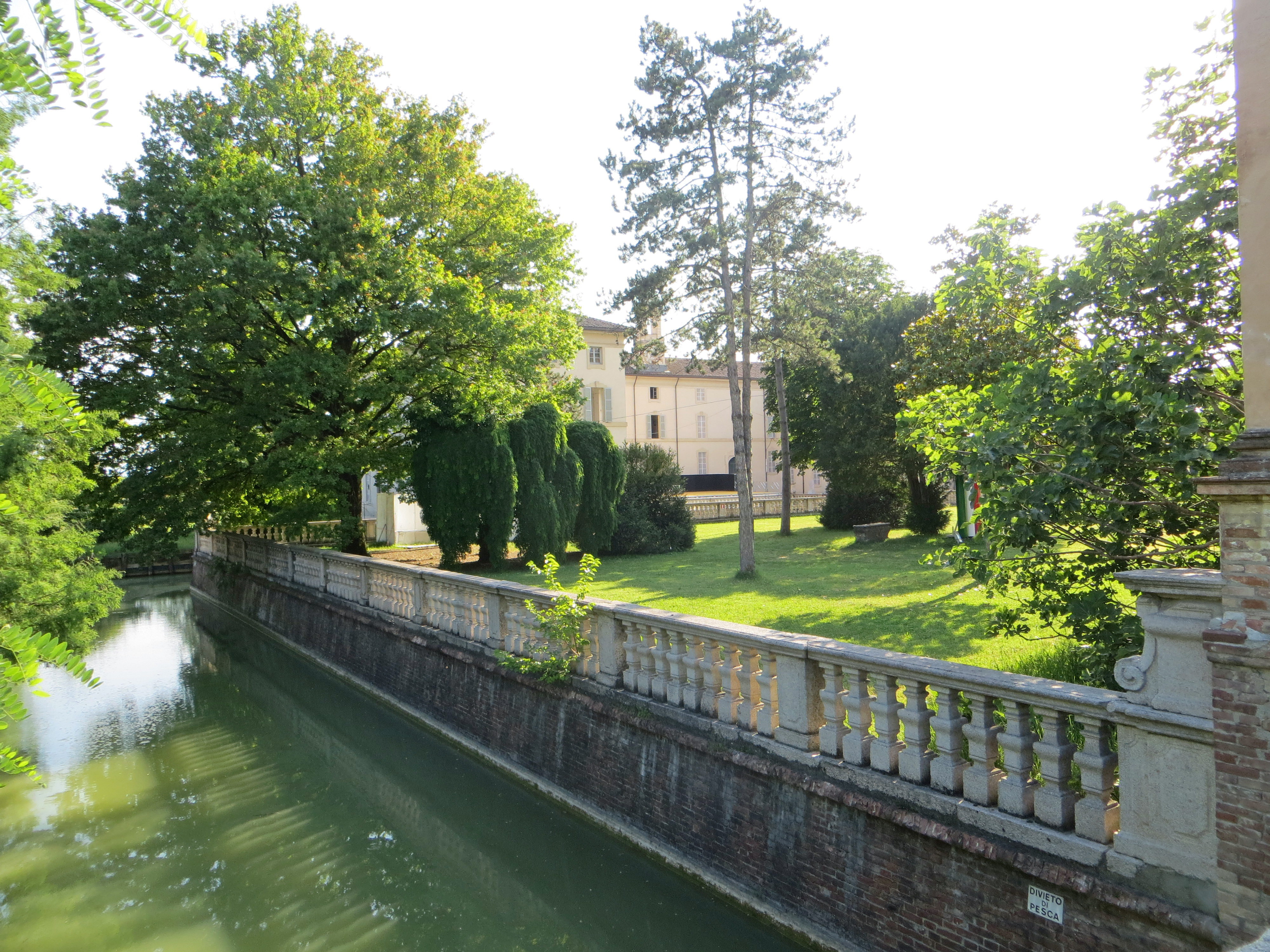
Fischteiche

Das Landhaus liegt auf einer quadratischen, künstlichen Insel, die von Fischteichen umgeben ist. Drei Stege führen zum Haupteingang in der Mitte der Ostseite des Gebäudes, zum Palazzo delle Scuderie auf der Südseite und zur Rückseite des Gebäudes im Westen. Die lange Balustrade von kleinen Säulen am Rand war ursprünglich mit zahlreichen Statuen verziert, die der Bildhauer Giuseppe Torretti Anfang des 18. Jahrhunderts geschaffen hatte und die heute in den Parks der Tenuta di Sant’Agata – in Besitz der Familie Verdi - und der Rocca Meli Lupi di Soragna aufgestellt sind.
Eine lange Pappelallee führt zum Haupteingang, vor dem sich der monumentale Bogen des Wachhauses gleich hinter dem Steg zum Eingang erhebt.

### Landhaus

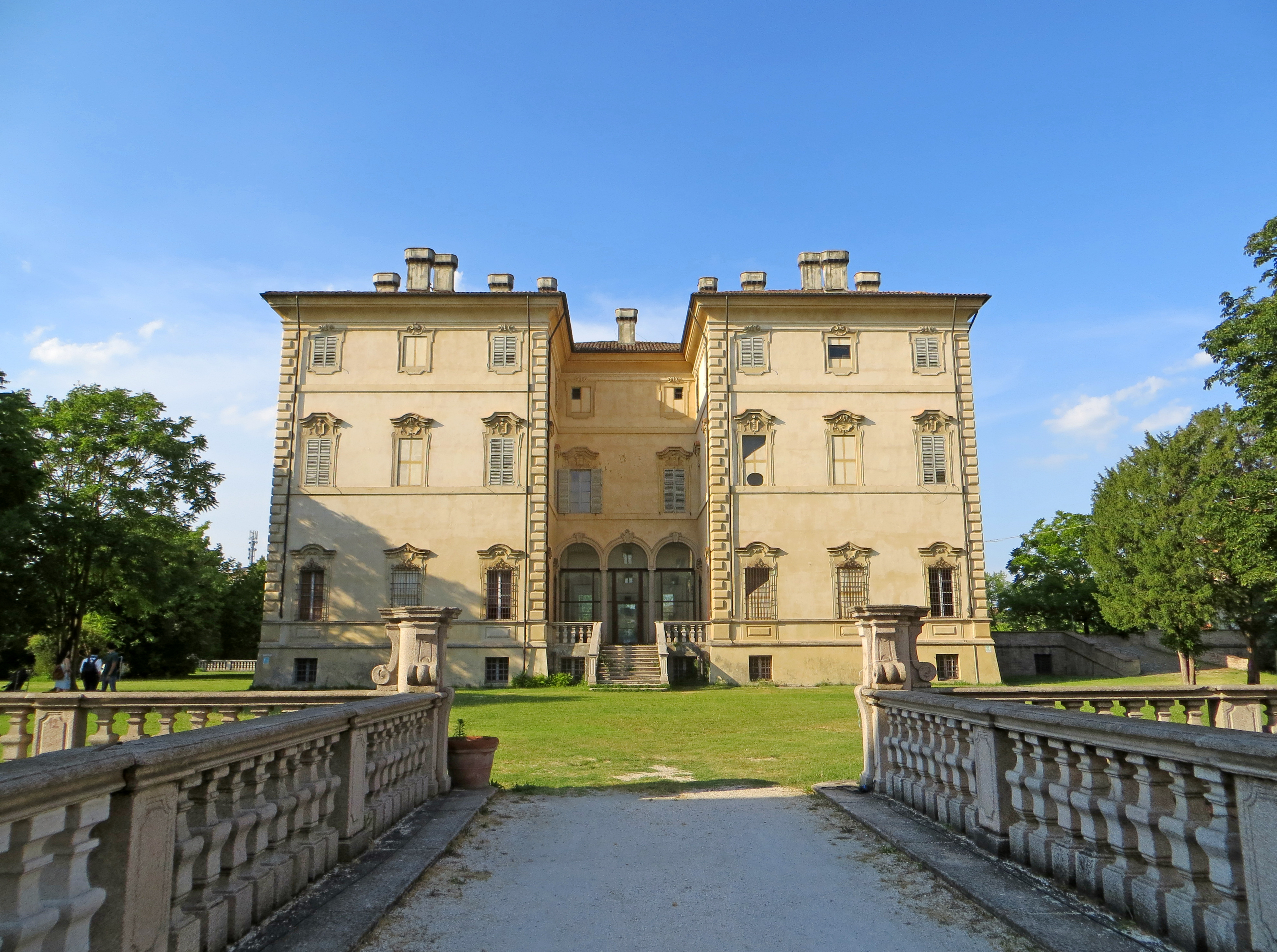
Südfassade des Landhauses

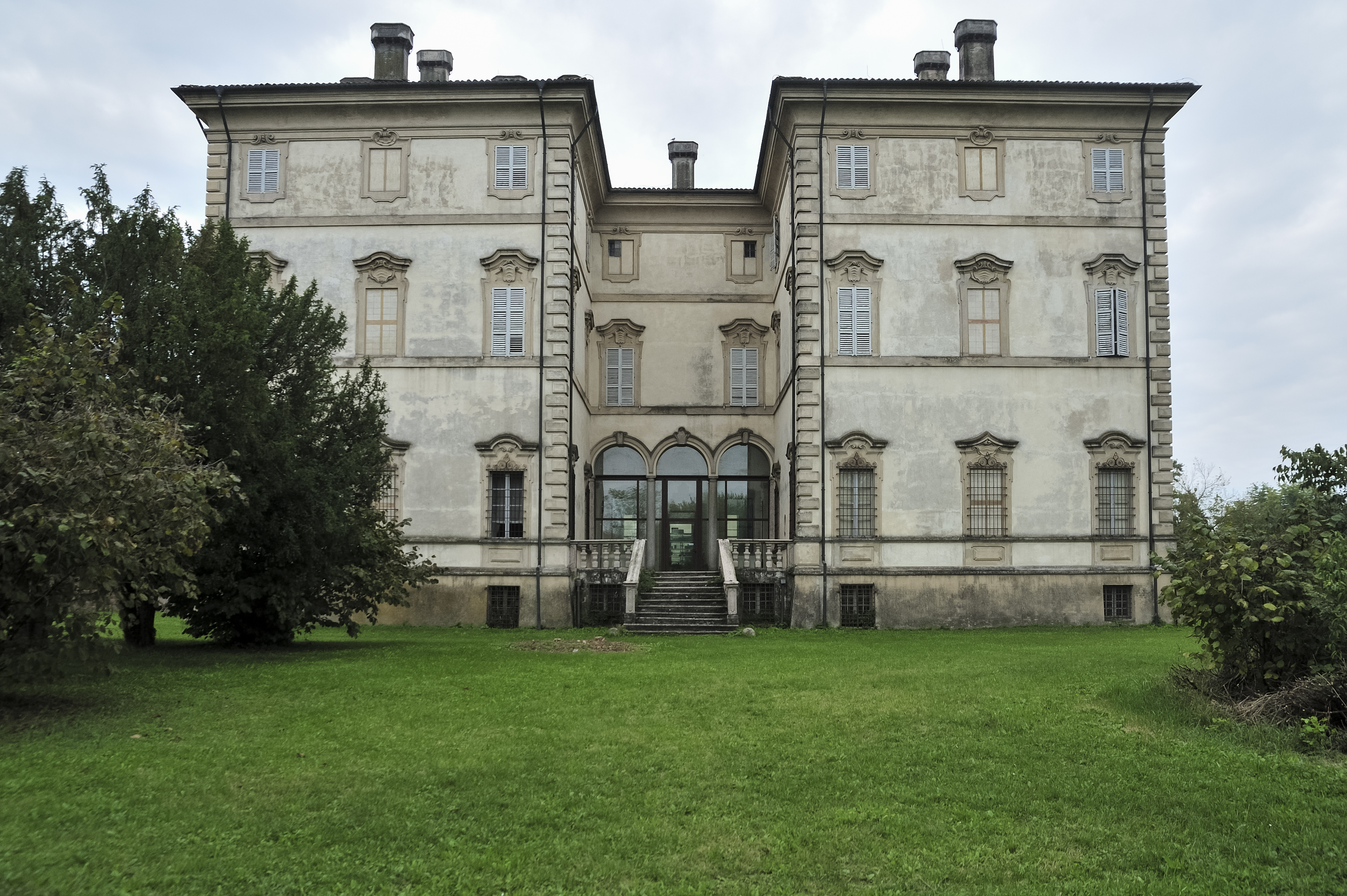
Nordfassade des Landhauses

Das Landhaus hat einen Schachbrettgrundriss und besteht aus fünf quadratischen Baukörpern, einen in der Mitte, der nach allen Seiten hin offen ist, und vier an den Ecken, vollständig symmetrisch zu jeder der Fassaden.
Die eleganten, verputzten Fassaden im klassischen Stil sind durch perfekte Symmetrie gekennzeichnet, auch in den Tür- und Fensteröffnungen, die teilweise aufgemalt sind, um nicht die Gesamtharmonie zu stören.
An den seitlichen Vorbauten markieren oberhalb des Tiefparterres drei Reihen ebenso vieler Fenster die oberen Stockwerke, getrennt durch Stockwerksgesimse. Die Tür- und Fensteröffnungen sind mit Rokokorahmen mit Stuckarbeiten oben in der Mitte der Tympana versehen, auf denen entweder Muscheln, Voluten oder Wappen abgebildet sind. Die Ecken sind durch falsches Bossenwerk bereichert, das das gesamte Gebäude höher erscheinen lässt.
An den vier Fassaden des mittleren Baukörpers öffnen sich im Hochparterre, das man über Granittreppen mit Balustraden erreicht, die vier Eingänge, vor denen Vorhallen mit je drei Rundbögen sitzen, die von schlanken Steinsäulen mit Kapitellen gestützt werden.

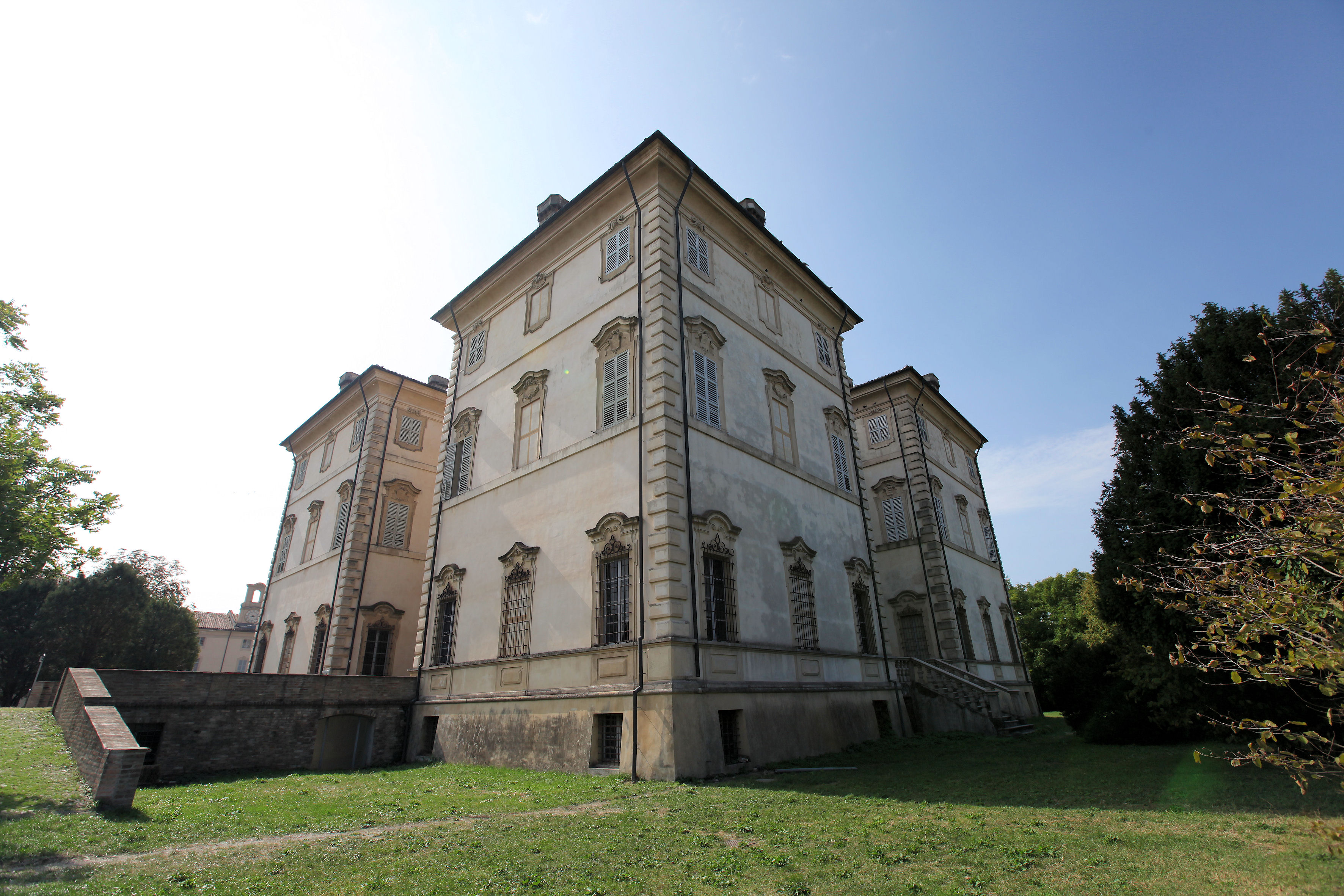
Nordostecke des Landhauses

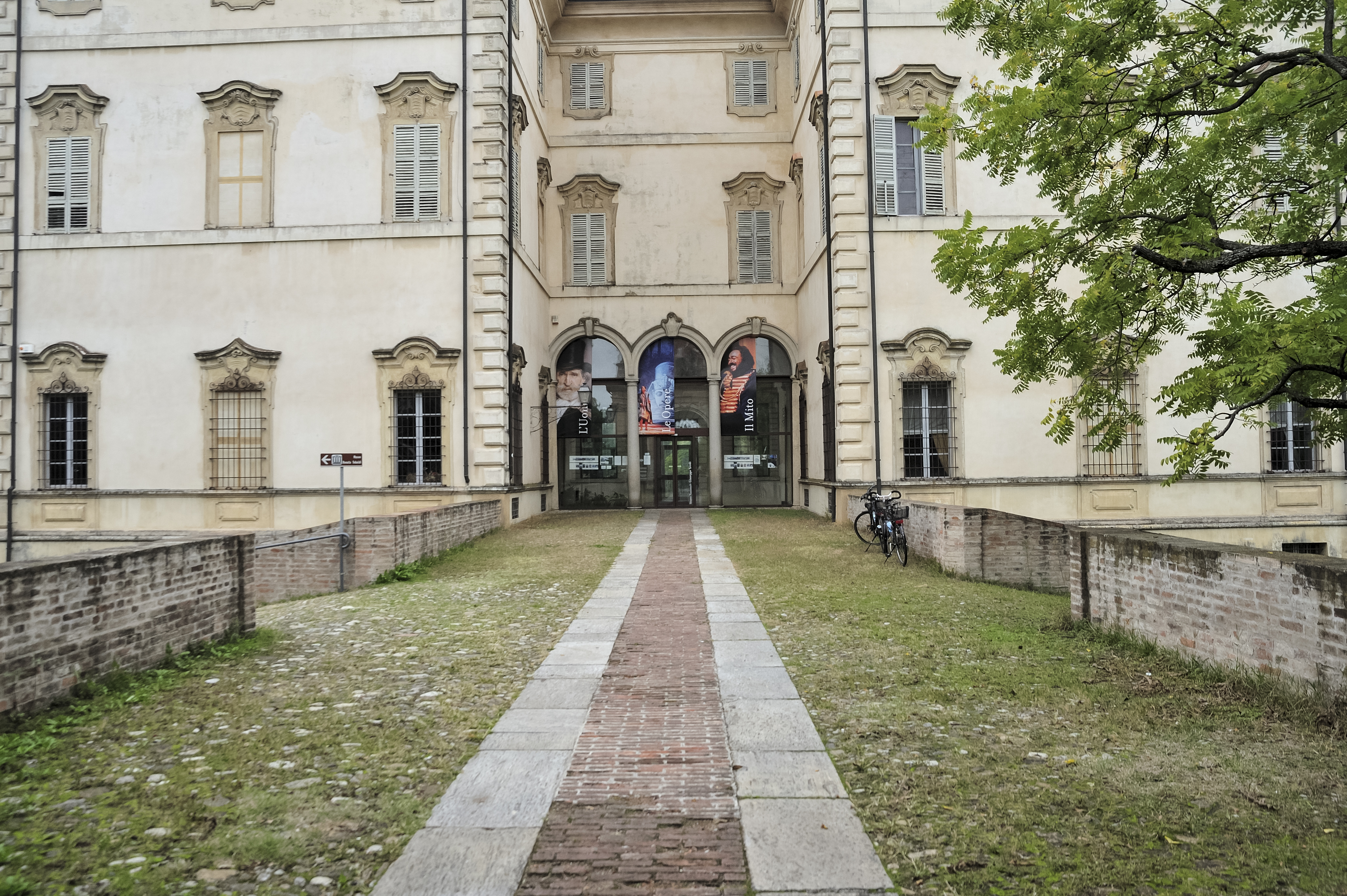
Haupteingang zum Landhaus

Von jeder Seite des mittleren Baukörpers gelangt man zum Atrium im Mittelpunkt der Anlage, eine Anordnung, die Luft in jede Richtung strömen lässt, daher der Name „Bufflora“ (dt.: Der Wind bläst). Der Raum hat eine Schattengewölbedecke, die vollständig mit Fresken aus dem späten 16. Jahrhundert verziert ist, die vermutlich von demselben Künstler geschaffen wurden, der den Wappensaal des Castello di Torrechiara geschmückt hat. Die Gemälde zeigen klassische Götter und Grotesken mit Putten und Tieren der Phantasie.
Auch die anschließenden Räume zeigen reiche Verzierungen nach barockem und Rokokogeschmack. Das Hochparterre des südwestlichen Baukörpers ist mit Fresken von Giovanni Evangelista Draghi verziert, die aus der Zeit um 1675 stammen, wogegen der diametral gegenüberliegende Baukörper um 1700 von Ilario Spolverini bemalt wurde. Die anderen Räume in diesem Geschoss zeigen Fresken von Pietro Rubini, der 1746 auch die Räume im oberen Geschoss dekorierte. Die Malereien sind von Stuckarbeiten eingefasst, die ‚‘Carlo Bossi‘‘ gegen Mitte des 18. Jahrhunderts schuf.

### Wachbogen

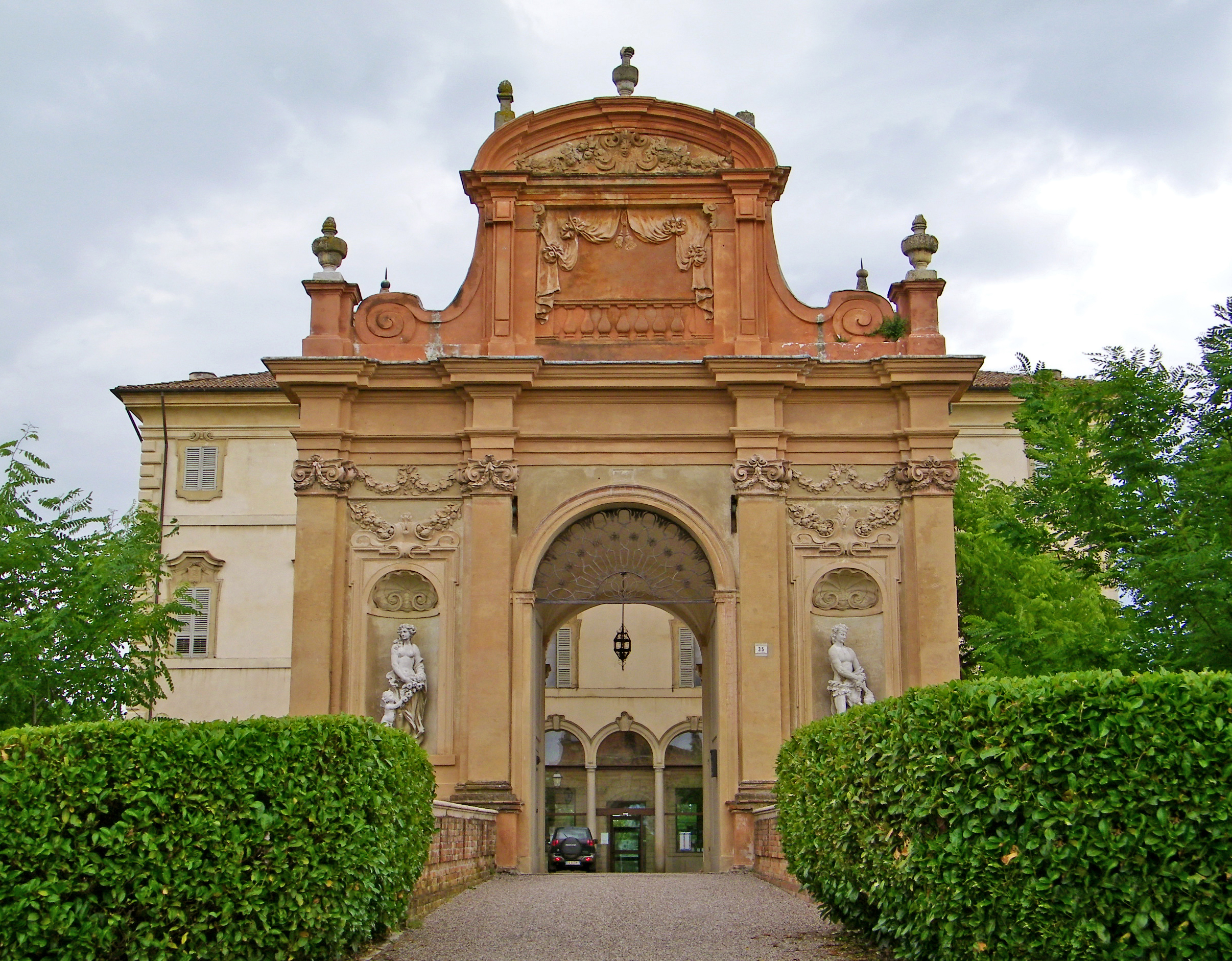
Äußere Seite des Wachbogens

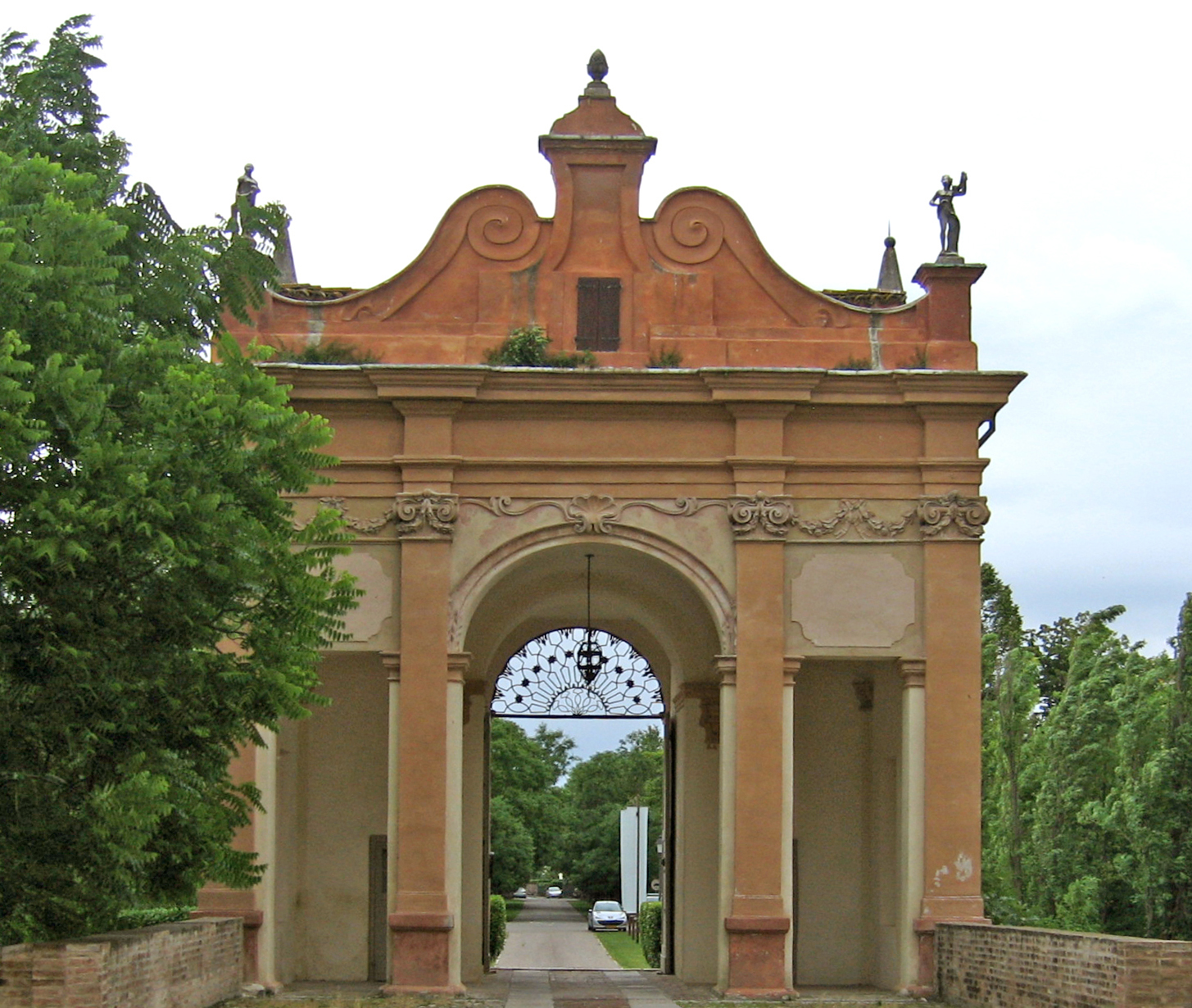
Innere Seite des Wachbogens

Das Bauwerk in Form eines Triumphbogens mit Fornix wurde an der Innenseite des Zugangssteges in der zweiten Hälfte des 17. Jahrhunderts errichtet, vermutlich unter der Leitung des Architekten Domenico Valmagini.
Das Bauwerk, das von außen gesehen dreigeteilt ist, ist durch einen breiten Zugang mit Rundbogen gekennzeichnet, auf dessen beiden Seiten sich zwei große Nischen mit von Kapitellen gekrönten und mit Girlanden verbundenen Lisenen öffnen, in denen Statuen aus istrischem Kalkstein stehen, die Flora con putto (dt.: Flora mit Putto) und Bacco con faunetto (dt.: Bacchus mit Faunus) darstellen. Letztere, Allegorien für das Frühjahr, bzw. den Herbst, wurden von venezianischen Bildhauer Giuseppe Torretti Anfang des 18. Jahrhunderts geschaffen.
Ganz oben erhebt sich ein monumentaler Dachschmuck, der in der Mitte mit einem falschen Theaterbühne aus Stuck mit Balustrade und Drapierung im Relief verziert ist. Darüber erhebt sich ein großes, gerundetes Tympanon, das weitere Girlanden aus Terrakotta einschließt, wogegen an den beiden Seiten sich breite Voluten befinden. An der Spitze sind einige Vasen aus Terrakotta angebracht.
Die Innenseite ist durch vier mit Lisenen verzierte Pilaster, die die Öffnungen der kleinen Vorhalle betonen, ebenfalls dreigeteilt. In der Mitte erhebt sich ein hoher Rundbogen in der Achse des äußeren Eingangs, wogegen an den Seiten die Räume durch Architrave geschlossen sind, über denen eleganten Girlanden in Terrakotta die Kapitelle der Lisenen verbinden. Ganz oben befindet sich ein Dachschmuck mit Voluten, gekrönt von einer Vase in der Mitte und zwei kleinen Statuen an den Seiten.
All diese Dekorationen wurden von den Künstlern Domenico Dossa und Bernardo Barca nach Vorlagen des Architekten geschaffen.

### Palazzo delle Scuderie

#### Geschichte

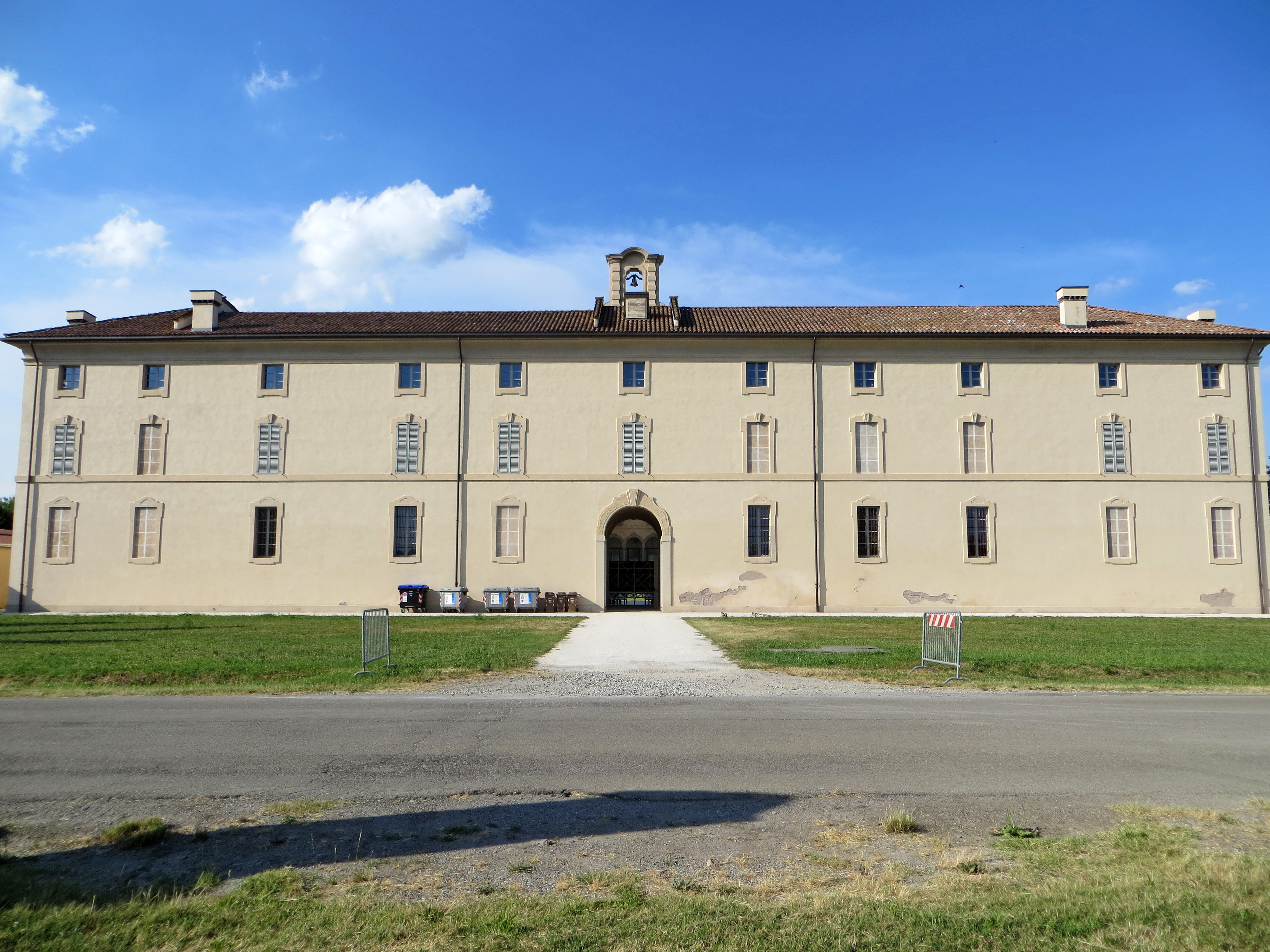
Fassade des Palazzo delle Scuderie

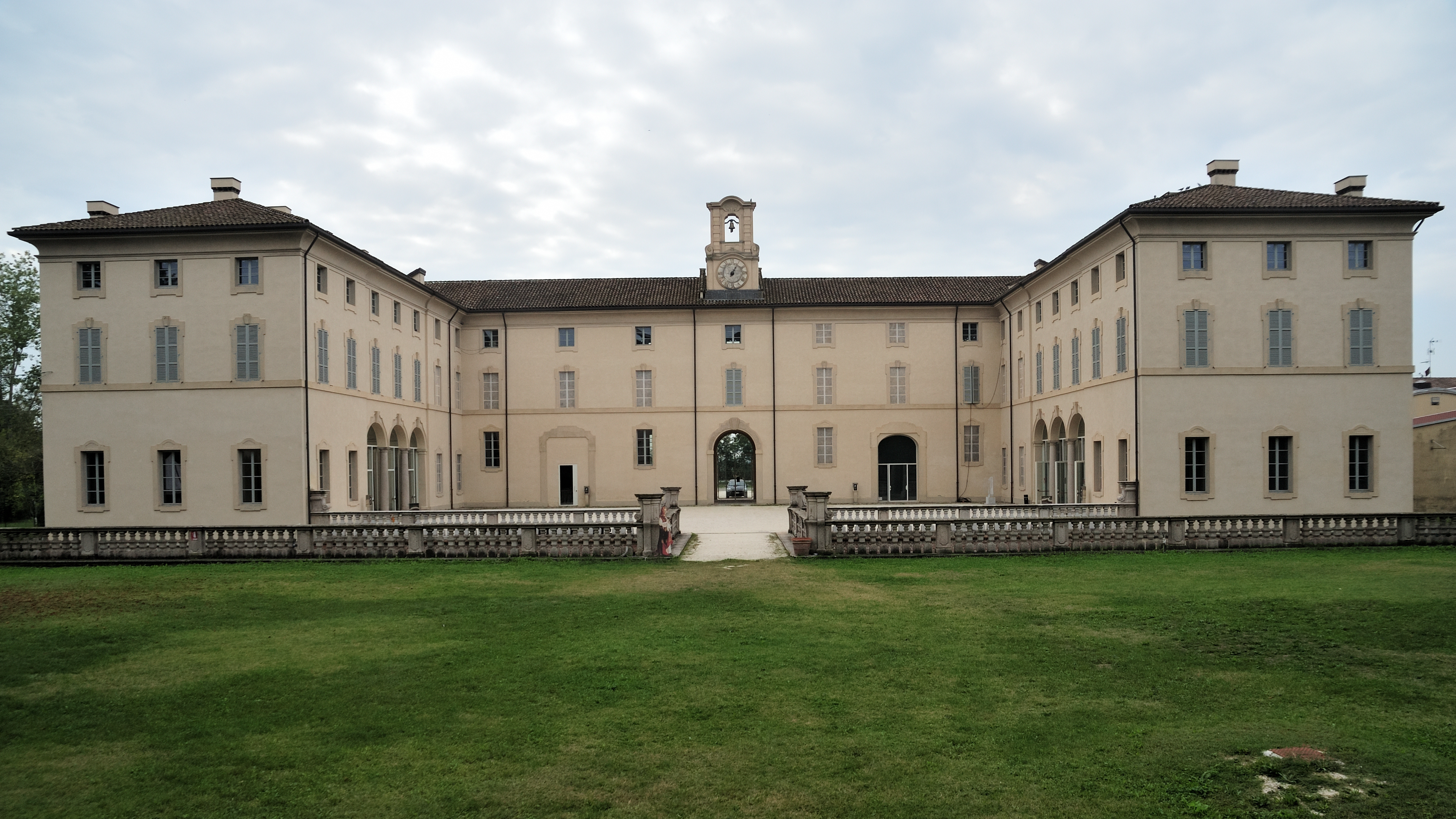
Innenhof des Palazzo delle Scuderie

Das große Gebäude wurde Anfang des 18. Jahrhunderts in barockem Stil errichtet. Bis zum Ende des 19. Jahrhunderts bildete der Palast gemeinsam mit dem Landhaus und dem landwirtschaftlichen Komplex „Beccara“ einen einheitlichen Baukörper. Der Bau der Bahnstrecke Cremona–Fidenza trennte das landwirtschaftliche Gut dann vollständig vom Rest der Anlage ab.
Während des Zweiten Weltkrieges diente der Palazzo delle Scuderie (dt.: Gestütpalast, Stallpalast) anfangs als Gefängnisgelände für britische Kriegsgefangene, später, nach dem Waffenstillstand von Cassibile, wurde das Gelände von den Bewohnern von Busseto vollständig geleert. Nach dem Krieg wurde der Komplex zunächst in ein Wohngebäude für einige Familien umgebaut und danach diente er als Zimmereibetrieb, bis er nach 1970 aufgegeben wurde.
2011 wurden Restaurierungsarbeiten eingeleitet, die 2014 mit der Einweihung des Museums „Renata Tebaldi“ im westlichen Teil des Erdgeschosses abgeschlossen wurden.

#### Beschreibung

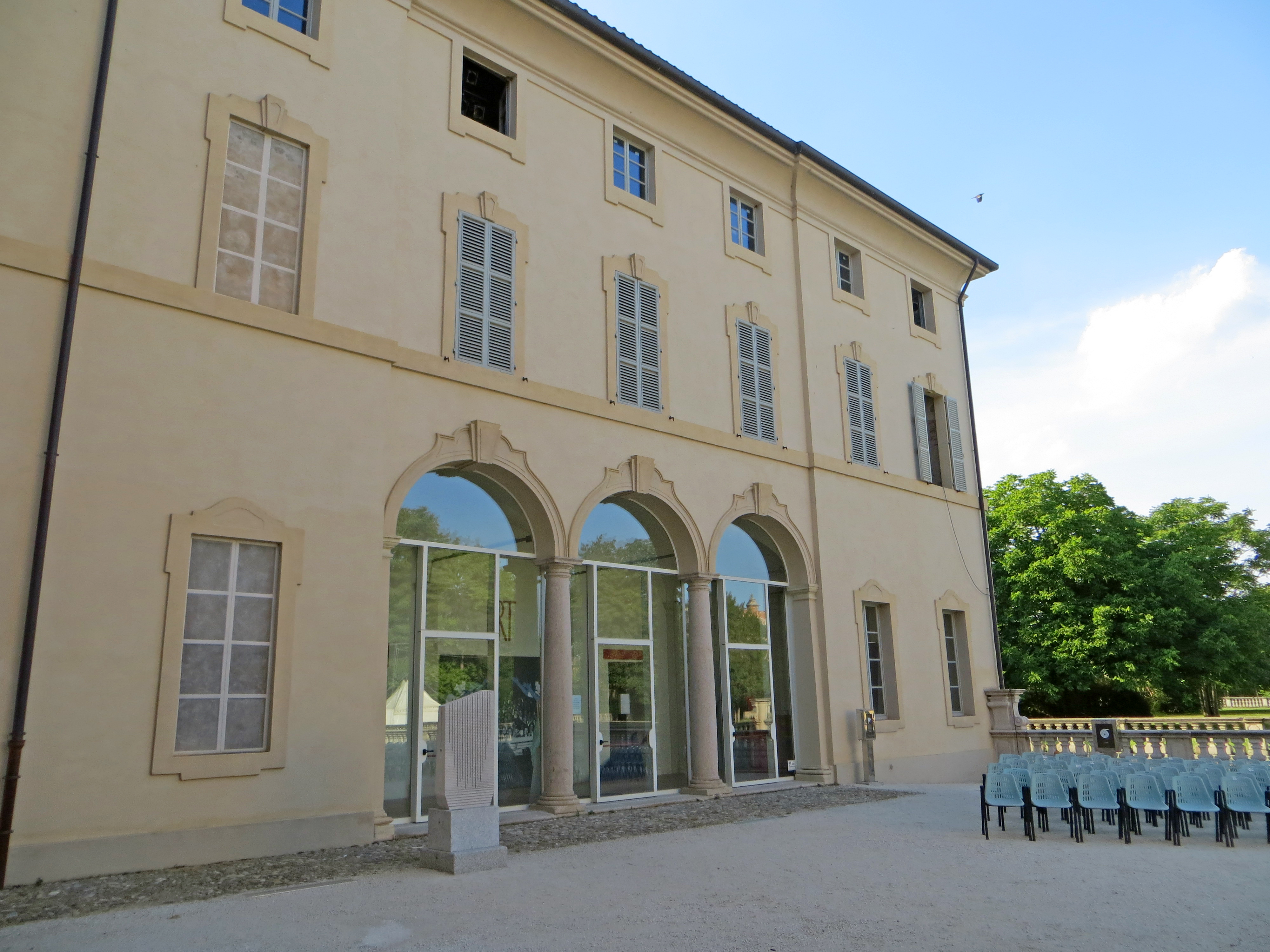
Westflügel des Palazzo delle Scuderie

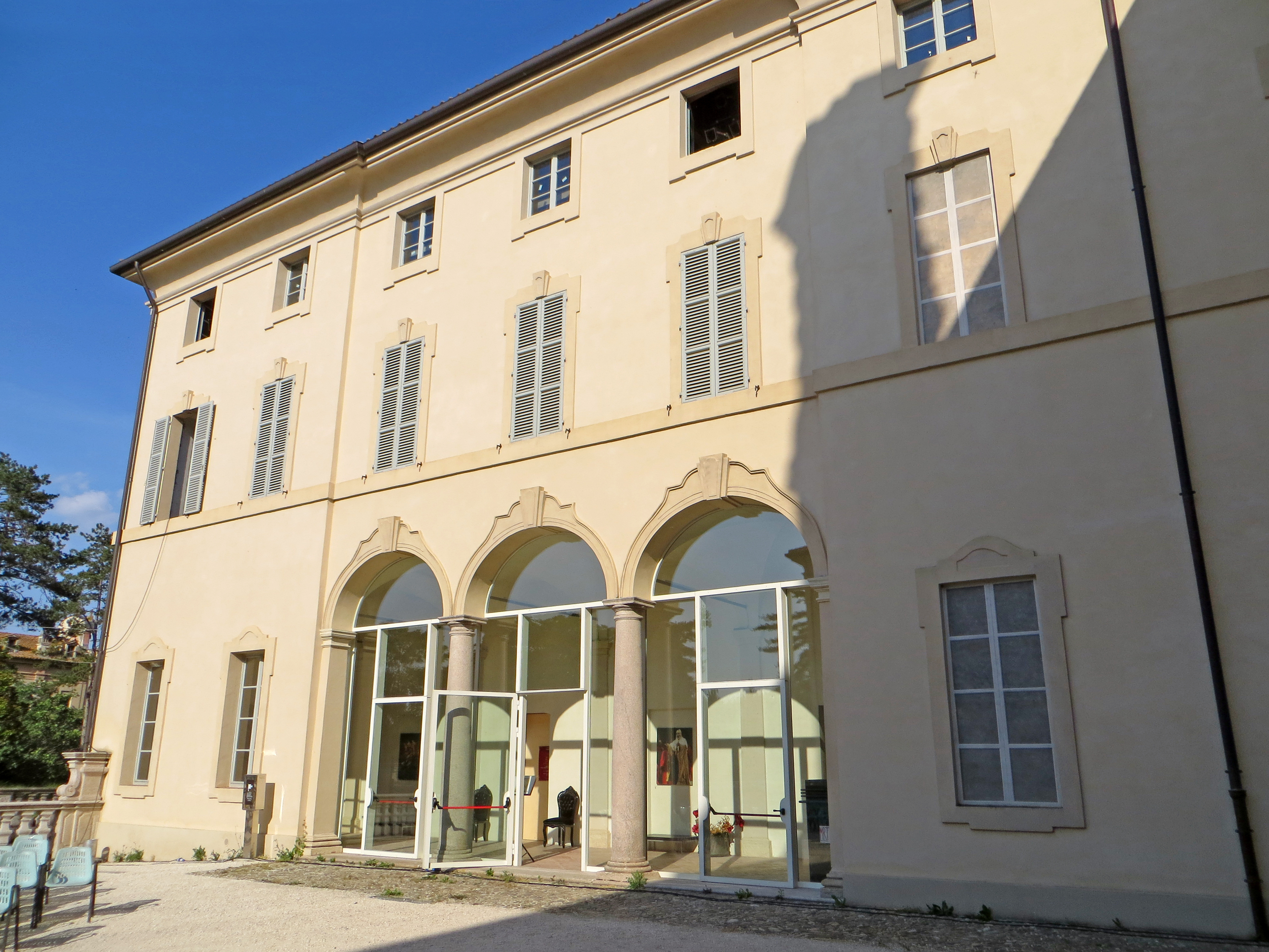
Ostflügel des Palazzo delle Scuderie

Der Palazzo delle Scuderie hat einen hufeisenförmigen Grundriss mit zwei Seitenflügeln zum Landhaus hin, die bis zum Ufer der Fischteiche hin reichen. Sie bilden so einen großen, abgeschlossenen Innenhof, der über einen Steg mit der Insel in der Mitte der Teiche verbunden ist.
Die verputzten Fassaden erstrecken sich über drei Stockwerke und sind durch die Harmonie der Fensteröffnungen und der Verzierungen gekennzeichnet. Die perfekt symmetrische Front zum Landhaus hin sticht durch das breite Eingangsportal mit Rundbogen hervor, das mit einem barocken Rahmen ausgestattet ist. An dessen Seiten und in den oberen Stockwerken gibt es zahlreiche Fenster mit entsprechenden Rahmen, während sich ganz oben in der Mitte ein hoher Glockengiebel erhebt, der eine große Uhr in der Mitte und eine kleine Öffnung darüber hat, die von Lisenen mit Bossenwerk flankiert sind.
In der Mitte der beiden Flügel öffnen sich zum Innenhof drei Rundbogenarkaden, gestützt von toskanischen Steinsäulen, die heute mit Glasscheiben verschlossen sind.